# HIST1H2AJ
HIST1H2AJ‏ (Histone cluster 1 H2A family member j) هوَ بروتين يُشَفر بواسطة جين HIST1H2AJ في الإنسان.